# 조르제 마르티노비치 사건
조르제 마르티노비치(세르보크로아트어: Đorđe Martinović, 세르비아어: Ђорђе Мартиновић; 1929년-2000년 9월 6일)는 코소보 지역에 거주하던 세르비아인 농부로, 1985년 5월 항문에 유리병을 삽입하여 생긴 상처로 치료받는 과정에서 주목할 만한 사건에 연루되었다. 마르티노비치 사건은 세르비아 정계에서 큰 이슈가 되었고, 수 년간 어떤 것이 진실인지 논쟁이 일어났지만 진실 논쟁 외에도 사건의 반응 자체가 코소보 내 세르비아인과 알바니아인 사이 민족 긴장이 악화되는 데 결정적인 역할을 했다.

## 사건
1985년 5월 1일, 코소보의 질란 마을에 살고 있던 56세의 조르제 마르티노비치가 직장에 깨진 병이 박힌 채 병원에 후송되었다. 마르티노비치는 농장에서 일하던 도중 알바니아인 남성 두 명에게 공격받았다고 말했다. 유고슬라비아 인민군 대령이 심문한 후 마르티노비치는 자신이 입은 부상이 자위행위를 하던 도중 입은 부상이라고 증언을 바꿨다. 수사관들은 "검사는 서면 결론에서 부상자가 자신의 밭에서 나무 막대기를 땅에 꽂고 그 막대기에 맥주병을 올려 '자위행위'를 하고, 나중에는 '맥주병을 자기 항문에 넣어 즐기던' 도중 부상이 발생했다고 판단했다"라고 보고했다. 질란 마을 촌장은 마르티노비치의 부상은 "성적 행위에서 비롯된 우발적인 결과"라고 발표했다.
마르티노비치는 베오그라드로 재이송되어 세르비아 군의관학교에서 추가 조사를 받았으나, 이곳의 의료진들은 그의 부상이 자해로는 발생할 수 없다고 보고했다. 베오그라드의 세르비아인 의사 2명을 포함해 류블랴나, 자그레브, 스코페 등 유고슬라비아의 각 공화국에서 온 총 6명의 의료진은 부상은 "500ml 병을 인정사정없이 강하게 갑작스래 삽입하거나 밀어넣어서 더 넓은 면이 직장으로 삽입되어 발생"했으며 마르티노비치가 스스로 이런 짓을 한 것은 생리학적으로 불가능했을 것이라고 주장했다. 의료진들은 "최소 2명 이상의 강제적인 개입이 있어야지만 삽입할 수 있었다"고 말했다.
본 의견은 한달 후 야네즈 밀친스키 박사의 위원회에서 제출되었다. 밀친스키 위원회는 마르티노비치가 땅에 고정해 둔 막대기에 병을 꽂아 자위행위를 하기 위해 항문 속으로 병을 밀어넣었으나 미끄러져 직장 안에 있는 병이 부숴져 부상을 입었다고 결론내렸다. 유고슬라비아 비밀경찰과 군 정보부는 마르티노비치의 부상이 자해일 가능성이 높다고 보고 사건을 종결하였다.
마르티노비치는 나중에 자신의 자백을 철회하면서 3시간 동안 신문하는 동안 자백을 강요당했으며, 자백을 대가로 자녀들이 일자리를 얻을 수 있도록 거래했다고 주장했다. 마르티노비치의 아들은 자신의 아버지가 세르비아인이라는 이유만으로 공격당했다고 언론 인터뷰에서 주장했다. 그는 "친구들은 대알바니아주의자들이 복수를 위해 그런 짓을 저질렀다고 말하고 있다. ...[중략] 희생자는 누가 될 지 신경쓰지 않았을 것이다. 단지 세르비아인이면 된다는 것이다."라고 말했다.
결국 유고슬라비아 연방공화국과 세르비아 정부는 1989년 세르비아가 코소보의 자치권을 회수한 이후에도 이 사건을 추가 조사하지 않았으며, 마르티노비치를 '공격'한 사람을 찾기 위한 진지한 시도도 이루어지지 않았다.

## 반응
본 사건으로 세르비아계 언론에서 세르비아 민족주의와 반알바니아주의 정서 발언이 쏟아졌다. 이는 중요한 사건이었다. 유고슬라비아 정부는 오랫동안 공공연히 민족주의적 발언을 드러내는 일을 금기시했고 유고슬라비아의 언론들도 체계적으로 민족주의적 발언 자체가 나오지 않게 조정해왔다. 마르티노비치 사건을 보도하면서 민족주의가 공공연하게 드러나기 시작한 일은 1991년 유고슬라비아 해체로 향하는 민족주의 정서의 등장을 예고하였다.
세르비아의 신문 폴리티카는 마르티노비치를 공격한 이들은 마르티노비치가 팔기를 거부한 땅을 사려고 했던 알바니아인 가족 일원이 저지른 일이라는 주장을 보도하였다. 이 주장은 세르비아 정계에서 큰 반향을 일으켰다. 코소보에서 세르비아인의 꾸준한 탈출 행렬은 알바니아인이 세르비아인을 몰아내고 그들의 재산을 빼앗으려는 의도적인 박해로 비춰졌다.
본 사건의 보도에는 1833년까지(코소보의 경우 1912년까지) 지배했던 오스만 제국과 유사한 일로 받아들여졌다. 마르티노비치 사건은 오스만 제국이 고문과 신체관통형 처형 수단으로 쓴 사실과 비교하는 일이 많았다. 둘 사이의 연결고리는 마르티노비치 사건으로 쓰여진 시에서 보여지는데 '오스만'이라는 주제를 인용해 병이 관통된 것을 오스만 시기 꼬챙이에 꿰뚫린 사람과 비유하였다.

## 같이 보기
- 유고슬라비아 전쟁 기간의 프로파간다
- 보이코 이 사블레